# Saint-Yon
Saint-Yon là một xã ở tỉnh Essonne thuộc vùng Île-de-France miền bắc nước Pháp.
Theo điều tra dân số năm 1999, dân số xã này là 811.
Danh xưng cư dân địa phương Saint-Yon trong tiếng Pháp là Saint-Yonais.